# Campeonato de Cantabria de bateles
El Campeonato de Cantabria de Bateles es una competición entre los clubes de remo de Cantabria en la modalidad de bateles y está organizado por la Federación Cántabra de Remo.

## Palmarés sénior masculino
| Año  |                          |                          |                          |
| ---- | ------------------------ | ------------------------ | ------------------------ |
| 1970 | Santoña                  | Santa Ana (Castro)       | Pedreña                  |
| 1971 | Pedreña                  | Pompeyo (Santander)      | Santoña                  |
| 1972 | Argoños                  | Santander                | Santoña OJE              |
| 1973 | Santoña OJE              | Laredo                   | Argoños                  |
| 1974 | Santoña OJE              | Laredo                   | Santoña B                |
| 1975 | Laredo                   | Santoña OJE              | Colindres                |
| 1976 | Laredo                   | Santoña OJE              | La Maruca (Monte)        |
| 1977 | Argoños                  | Laredo                   | La Maruca (Monte)        |
| 1978 | La Maruca (Monte)        | Castro                   | Laredo                   |
| 1979 | Castro                   | La Maruca (Monte)        |                          |
| 1980 | Castro                   | La Maruca (Monte)        | Argoños                  |
| 1981 | Laredo                   | Castro                   | Limpias                  |
| 1982 | Castro                   | Santoña                  | Laredo                   |
| 1983 | Santoña                  | Pedreña                  | Laredo                   |
| 1984 | Castro                   | Pedreña                  |                          |
| 1985 | Santoña                  |                          |                          |
| 1986 | Santoña                  | Camargo                  | Castro                   |
| 1987 | Santoña                  | Castro                   | Camargo                  |
| 1988 | Camargo                  | Santoña                  | Castro                   |
| 1989 | Santoña                  | Santander                | Astillero                |
| 1990 | Camargo                  | Santander                | Santoña                  |
| 1991 | Camargo                  | Laredo                   | Santander                |
| 1992 | Camargo                  | Santoña                  | Santander                |
| 1993 | Camargo                  | Santoña                  | Santander                |
| 1994 | Camargo                  | Santoña                  | Castro                   |
| 1995 | Camargo                  | Santoña                  | Castro                   |
| 1996 | Santoña                  | Colindres                | Santander                |
| 1997 | La Maruca (Monte)        | Colindres                | Camargo                  |
| 1998 | Castro                   | Santander                | Santoña                  |
| 1999 | Santander                | Santoña                  | Castreña                 |
| 2000 | Astillero                | Santander                | La Maruca (Monte)        |
| 2001 | Castreña                 | Pedreña                  | La Maruca (Monte)        |
| 2002 | Astillero                | La Maruca (Monte)        | Castro                   |
| 2003 | Astillero                | Pedreña                  | La Planchada (Astillero) |
| 2004 | Astillero                | Castreña                 | Ciudad de Santander      |
| 2005 | Astillero                | La Planchada (Astillero) | Laredo                   |
| 2006 | Astillero                | Camargo                  | La Planchada (Astillero) |
| 2007 | Astillero                | Pontejos                 | Colindres                |
| 2008 | Astillero                | Castro                   | Camargo                  |
| 2009 | Castro                   | Astillero                | La Maruca (Monte)        |
| 2010 | Astillero                | Trasmiera                | La Maruca (Monte)        |
| 2011 | Pedreña                  | Astillero                | Castro                   |
| 2012 | Astillero                | Camargo                  | Santoña                  |
| 2013 | Astillero                | Santoña                  | La Planchada (Astillero) |
| 2014 | Astillero                | Camargo                  | Santoña                  |
| 2015 | Pedreña                  | La Planchada (Astillero) | Castreña                 |
| 2016 | Astillero                | La Planchada (Astillero) | Trasmiera                |
| 2017 | La Planchada (Astillero) | Trasmiera                | Castreña                 |
| 2018 | Astillero                | Camargo                  | Trasmiera                |
| 2019 | Camargo                  | Astillero                | Trasmiera                |
| 2020 | Astillero                | Planchada                | San Pantaleón (Pontejos) |
| 2021 | Camargo                  | Pedreña                  | Castreña                 |
| 2022 | Camargo                  | Astillero                | Castreña                 |
| 2023 | Camargo                  | Astillero                | Pedreña                  |

## Palmarés sénior femenino
| Año  |           |                          |                          |
| ---- | --------- | ------------------------ | ------------------------ |
| 1993 | Castro    | San Vicente              | Santander                |
| 1994 | Santoña   | Limpias                  | Santander                |
| 1995 | Santoña   | Santander                |                          |
| 1996 | Castro    |                          |                          |
| 1997 | Castro    | San Pantaleón (Pontejos) |                          |
| 1998 |           |                          |                          |
| 1999 | Castro    | Castreña                 | San Pantaleón (Pontejos) |
| 2000 |           |                          |                          |
| 2002 |           |                          |                          |
| 2003 | Astillero | Castreña                 |                          |
| 2004 | Astillero |                          |                          |
| 2005 |           |                          |                          |
| 2006 | Astillero | La Maruca (Monte)        |                          |
| 2007 | Astillero | Castro                   | La Maruca (Monte)        |
| 2008 | Astillero | Colindres                | La Maruca (Monte)        |
| 2009 | Astillero | Colindres                | La Maruca (Monte)        |
| 2010 | Astillero | Colindres                | Pedreña                  |
| 2011 | Astillero | Trasmiera                |                          |
| 2012 | Astillero | Camargo                  |                          |
| 2013 |           |                          |                          |
| 2014 | Astillero | Santoña                  | Colindres                |
| 2015 | Astillero | Santoña                  | San Pantaleón (Pontejos) |
| 2016 | Astillero | Colindres                | A.N. Castro              |
| 2017 | Colindres | Castreña                 | Pedreña                  |
| 2018 |           |                          |                          |
| 2019 | Camargo   | Castro                   | Colindres                |
| 2020 | Colindres |                          |                          |
| 2021 | Astillero | Pedreña                  | Colindres                |
| 2022 | Planchada | La Marinera (Castro)     | Castreña                 |
| 2023 | Astillero | La Planchada (Astillero) | Camargo                  |